# Karl Fitzkow
Matthäus Karl Fitzkow (* 29. September 1900 in Liebenwerda; † 18. September 1970) war ein deutscher Schriftsteller, Denkmalschützer und Heimatforscher.

## Leben
Karl Fitzkow wurde als ältester Sohn des Malers Carl Fitzkow in Liebenwerda geboren. Er besuchte die Liebenwerdaer Volksschule, die er als klassenbester Schüler 1914 verließ. Von 1914 bis 1918 erlernte Fitzkow den Beruf des Mechanikers und übte diesen bis 1921 aus. Anschließend übernahm er eine Stelle als Verwaltungsangestellter in der Kreisverwaltung des Landkreises Liebenwerda. Von 1929 bis 1933 war Karl Fitzkow Mitglied des Magistrates in Bad Liebenwerda. Er war 2. Vorsitzender des Heimatvereins in Bad Liebenwerda und Archivpfleger des Landeshauptarchives Magdeburg für den Landkreis Liebenwerda und Kreisbaudenkmalpfleger.
1929 legte Fitzkow erfolgreich die Prüfung zum Verwaltungssekretär ab. Schon mit 16 Jahren wurde Fitzkow Mitglied einer Gewerkschaft und begann sich für das Leben der einfachen Leute zu interessieren. Politisch aktiv war er ab 1920 in der SPD, der Deutschen Friedensgesellschaft und der Liga für Menschenrechte. Durch die Weimarer Republik enttäuscht, sah er in der NSDAP eine Chance für ein gerechteres Deutschland. In diesem Missverständnis suchte Fitzkow für die NSDAP mit seiner liberalen Haltung zu werben, jedoch führte das 1933 zu seiner Entlassung aus politischen Gründen. Nach kurzer Erwerbslosigkeit bekam Fitzkow eine Stelle im Katasteramt Bad Liebenwerda. 1936 wurde er Bürovorsteher in der Kreissiedlungsgesellschaft m.b.H. in Bad Liebenwerda bis zu deren Auflösung 1945. Seit 1933 versuchte die NSDAP immer wieder, Fitzkow von seinen Arbeitsplätzen zu verdrängen, weil sie ihm misstraute. Um den anhaltenden Diskriminierungen zu entgehen, trat Fitzkow 1937 in die NSDAP ein. Von 1939 bis 1940 wurde Fitzkow zum Kriegsdienst eingezogen.
Seine Mitgliedschaft in der NSDAP führte 1945 nach einer kurzen Haftzeit zum Verlust seines Arbeitsplatzes. Er durfte ebenfalls nicht länger als Ehrenamtlicher Archivpfleger tätig sein. Fitzkow wurde eine Arbeit in den Möbelwerken in Bad Liebenwerda als Mechaniker zugewiesen.
Erst 1953 konnte Fitzkow die Leitung der Stadtbibliothek übernehmen und mit dem Aufbau des Kreismuseums in Bad Liebenwerda beginnen.
Nach 1949 gründete und leitete Fitzkow die Arbeitsgemeinschaft der Natur- und Heimatfreunde des Kulturbundes. Er war zudem führendes Mitglied in verschiedenen mit Kultur und Geschichte befassten Organisationen und Abteilungen des Kreises Bad Liebenwerda und des Bezirkes Cottbus wie zum Beispiel der Gesellschaft zur Verbreitung wissenschaftlicher Kenntnisse.

## Werke

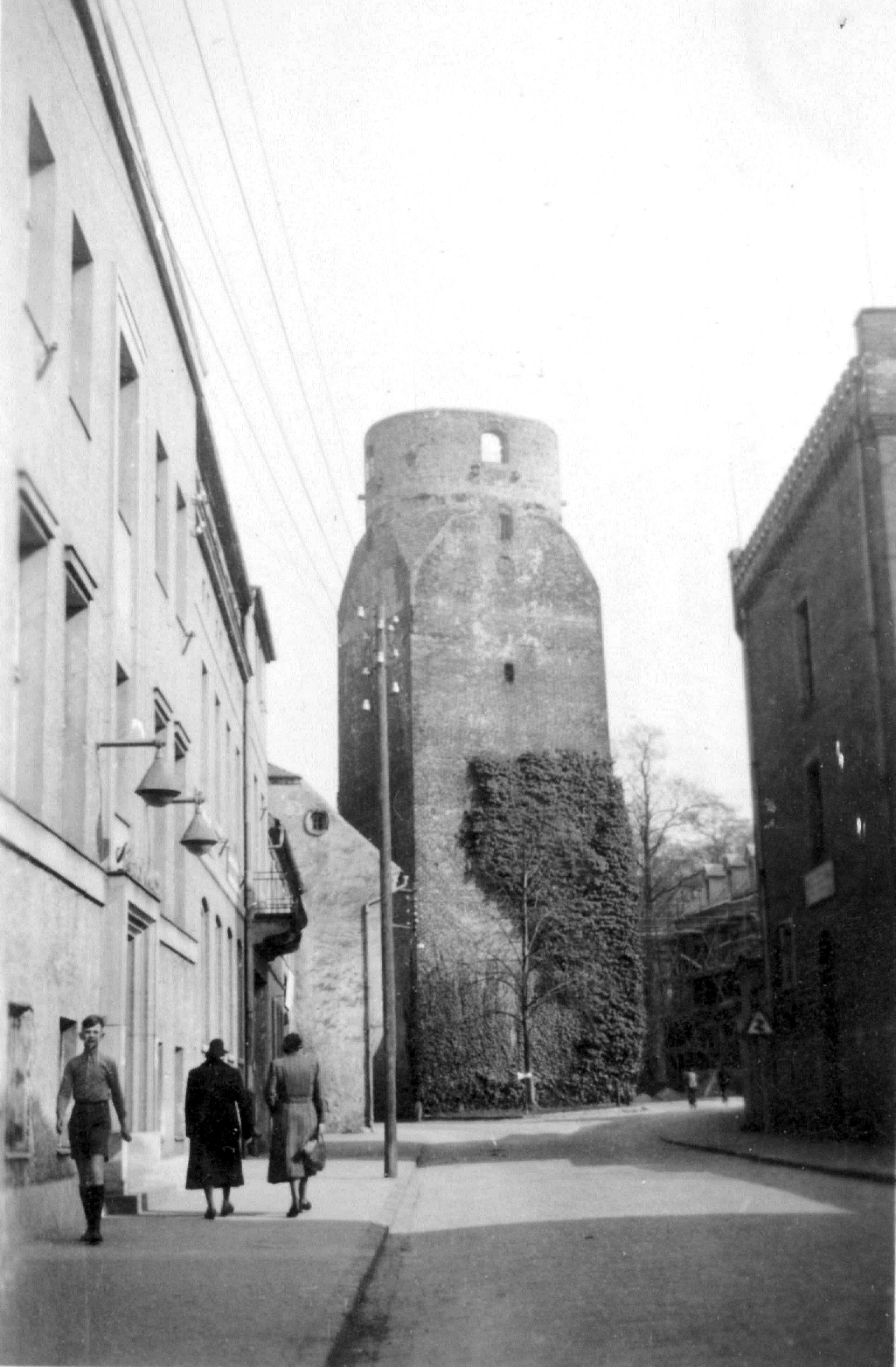
Der Lubwartturm in Liebenwerda 1953

Seit 1916 konnte Karl Fitzkow zahlreiche Schriften über seine heimatkundliche Forschung in den Heimatkalendern des Kreises Liebenwerda und der Zeitschrift Schwarze Elster veröffentlichen. Aber auch zwei Bühnenstücke zur Heimatgeschichte stammen von Karl Fitzkow. Neben seinen zahlreichen ehrenamtlichen Tätigkeiten wirkte Fitzkow auch als Referent für heimatgeschichtliche Vorträge. Die Serie der Heimatkalender, die er von 1955 bis zu seinem Tode 1970 veröffentlichte, besitzen wissenschaftliche Zuverlässigkeit, aber dennoch volkstümliche Verständlichkeit.
Hervorzuheben ist sein erfolgreicher Einsatz bei der Rettung zahlreicher historischer Gebäude, wie zum Beispiel dem Lubwartturm in Bad Liebenwerda, für den er eine aufwendige Fassadensanierung durchsetzen konnte, und somit den Abriss verhinderte.
- Zahlreiche Aufsätze in Heimatschriften 1916 bis 1969
- Zur mittelalterlichen Geschichte der Stadt Liebenwerda : Ein Beitrag zur Geschichte der Landstadtentwicklung im Rechtselbegebiet 1956
- Zur älteren Geschichte der Stadt Liebenwerda und ihres Kreisgebietes 1961
- Stadt und Kreis Liebenwerda im 19. Jahrhundert 1962
- Museum des Kreises Bad Liebenwerda 1967

## Ehrungen
in Bad Liebenwerda wurde ein Platz in Matthäus-Karl-Fitzkow-Platz benannt.